# Tárnokréti
Tárnokréti è un comune di 218 abitanti situato nella contea di Győr-Moson-Sopron, nell'Ungheria nordoccidentale.